# RRK-Theorie
Die RRK-Theorie (Akronym für Rice, Ramsperger, Kassel) ist eine mikrokanonische Theorie zur Beschreibung der Geschwindigkeitskonstanten für unimolekulare Reaktionen in der Gasphase. Die Beiträge zur Theorie wurden 1927 von Oscar Rice, Herman Ramsperger und 1928 von Louis Kassel formuliert. Hierbei ging der Ansatz von Rice und Ramsperger von klassischer statistischer Mechanik aus, während Kassel einen quantenmechanischen Ansatz verfolgte.
Die RRK-Theorie ist die Basis der RRKM-Theorie und stellt eine Verbesserung gegenüber der Beschreibung durch einen Lindemann-Christiansen-Mechanismus nach Erweiterung durch Hinshelwood dar (nachfolgend Lindemann-Hinshelwood-Mechanismus genannt). In der RRK-Theorie wird für die Reaktion eines stoßangeregten Moleküls zum Reaktionsprodukt die Abhängigkeit der Geschwindigkeitskonstanten von der Schwingungsenergie berücksichtigt, allerdings werden weitere Beiträge wie Rotationsfreiheitsgrade nicht einbezogen.

## Annahmen
Ausgehend von einem Lindemann-Hinshelwood-Mechanismus wird in der RRK-Theorie das Molekül als aus {\displaystyle s} harmonischen Oszillatoren bestehend beschrieben. Die RRK-Theorie ist eine mikrokanonische Theorie, sodass bei einer festen Energie {\displaystyle E} die Zustände statistisch nach einer Boltzmann-Verteilung besetzt sind. Die Oszillatoren sind miteinander lose gekoppelt, sodass die Schwingungsenergie im Molekül auf einer Zeitskala deutlich kleiner als {\displaystyle \left(k_{2}(E)\right)^{-1}} (Definition der Geschwindigkeitskonstanten {\displaystyle k_{2}(E)} weiter unten) über die Oszillatoren verteilt wird.
Durch Stöße mit einem Stoßpartner {\displaystyle {\ce {M}}} kann ein Molekül {\displaystyle {\ce {A}}} in das angeregte Molekül {\displaystyle {\ce {{A}^{\star }}}} überführt werden.
{\displaystyle {\ce {{A}+{M}<=>{A}^{\star }+{M}}}}
Hierbei wird von starken Stößen ausgegangen, sodass folglich die (Des-)Aktivierung über einen einzelnen Stoß anstelle von mehreren summierten Stößen stattfindet. Die Geschwindigkeitskonstante für die Anregung lautet {\displaystyle k_{1}} und die Geschwindigkeitskonstante für die Relaxation von {\displaystyle {\ce {A^{\star }}}} zu {\displaystyle {\ce {A}}} lautet {\displaystyle k_{-1}}. Vereinigt sich in einer einzelnen kritischen Mode eine Energie oberhalb einer Schwellenenergie {\displaystyle E_{0}}, entsteht das aktivierte Molekül {\displaystyle {\ce {A^{\ddagger }}}}, welches sofort zum Produkt {\displaystyle {\ce {P}}} reagiert.
{\displaystyle {\ce {A^{\star }->A^{\ddagger }->P}}}
Die Geschwindigkeitskonstante für die Reaktion von {\displaystyle {\ce {A^{\star }}}} zu {\displaystyle {\ce {P}}} wird unter {\displaystyle k_{2}} zusammengefasst. Die RRK-Theorie geht von einer statistisch verteiltenen Lebensdauer der Moleküle {\displaystyle {\ce {A^{\star }}}} aus, wobei die Wahrscheinlichkeit, ein bestimmtes Molekül nach einer Zeitspanne noch immer als {\displaystyle {\ce {A^{\star }}}} vorzufinden, exponentiell abnimmt.
Die unimolekulare Geschwindigkeitskonstante {\displaystyle k_{\mathrm {uni} }} wird nach der folgenden Gleichung erhalten.
{\displaystyle {\begin{aligned}k_{\mathrm {uni} }&={\frac {k_{2}\cdot {\frac {k_{1}}{k_{-1}}}}{1+{\frac {k_{2}}{k_{-1}\cdot [\mathrm {M} ]}}}}\\&=\int _{E_{0}}^{\infty }{\frac {k_{2}(E)f(E)}{1+{\frac {k_{2}(E)}{k_{-1}\cdot [\mathrm {M} ]}}}}\mathrm {d} E\\\end{aligned}}}
Während in der oberen Gleichung die Energieabhängigkeit von {\displaystyle k_{2}} nach der Lindemann-Theorie noch nicht berücksichtigt wird, ist dies in der unteren Gleichung nach der RRK-Theorie der Fall. Außerdem wurde eine Verteilungsfunktion {\displaystyle f} für die Energie anstelle des Bruchs {\displaystyle k_{1}\cdot (k_{-1})^{-1}} eingeführt.
Im Detail unterscheiden sich die Annahmen der Ansätze von Rice und Ramsperger von denen von Kassel: Während im klassischen Ansatz von Rice und Ramsperger die Energie sich nur in einem quadratischen Term des harmonischen Oszillator und somit nur in der kinetischen oder potentiellen Energie vereinigen muss, setzt der quantenmechanische Ansatz nach Kassel voraus, dass die Energie sich in einer kritischen Normalmode vereinigt.

## Ansatz nach Rice  und Ramsperger
Im Ansatz von Rice und Ramsperger werden die harmonischen Oszillatoren klassisch betrachtet. Das Molekül besitzt eine Gesamtenergie {\displaystyle E}. Für eine Reaktion muss ausgehend von den {\displaystyle s} harmonischen Oszillatoren sich eine Energie {\displaystyle E'+E_{0}} oberhalb der Schwellenenergie {\displaystyle E_{0}} in der kritischen Oszillatormode befinden. Zur Bestimmung der Reaktionswahrscheinlichkeit {\displaystyle p} wird das Verhältnis der Zustandsdichten in der kritischen Oszillatormode {\displaystyle \rho _{\mathrm {krit} }} und der Zustandsdichte über alle übrigen {\displaystyle s-1} Oszillatoren {\displaystyle \rho _{\mathrm {tot} }} gebildet. Letztere besitzen eine Energie {\displaystyle E-E'-E_{0}}.
{\displaystyle \rho _{\mathrm {krit} }=\int _{0}^{E-E_{0}}{\frac {(E-E'-E_{0})^{s-2}}{(s-2)!\prod _{i=1}^{s-1}h\cdot \nu _{i}}}\cdot {\frac {\mathrm {d} E'}{h\cdot \nu _{s}}}}
{\displaystyle \rho _{\mathrm {tot} }={\frac {E^{s-1}}{(s-1)!\prod _{i=1}^{s}h\cdot \nu _{i}}}}
Nach Einsetzen der Gleichungen und der Berechnung des Integrals wird die Wahrscheinlichkeit
{\displaystyle p={\frac {\rho _{\mathrm {krit} }}{\rho _{\mathrm {tot} }}}=\left({\frac {E-E_{0}}{E}}\right)^{s-1}}
erhalten. Wird diese Wahrscheinlichkeit mit der Frequenz {\displaystyle \nu _{\mathrm {osc} }} der kritischen Oszillatormode multipliziert, wird die Geschwindigkeitskonstante {\displaystyle k_{2}(E)} erhalten.
{\displaystyle k_{2}(E)=\nu _{\mathrm {osc} }\cdot \left({\frac {E-E_{0}}{E}}\right)^{s-1}}

## Ansatz nach Kassel
Im Ansatz nach Kassel werden die {\displaystyle s} harmonischen Oszillatoren quantenmechanisch betrachtet und besitzen alle die gleiche Frequenz {\displaystyle \nu _{\mathrm {osc} }}. Ausgehend von einer Gesamtenergie {\displaystyle E}, welcher entsprechend {\displaystyle n} Quanten in allen Oszillatoren zugeordnet sind, müssen sich {\displaystyle m} Quanten in der kritischen Oszillatormode befinden, damit eine Energieschwelle von {\displaystyle E_{0}} überschritten wird. Die Wahrscheinlichkeit, dass eine Reaktion stattfindet, wird durch das Verhältnis der Summe {\displaystyle W_{\mathrm {krit} }} aller Zustände, in denen sich mindestens {\displaystyle m} Quanten in der kritischen Oszillatormode befinden, durch die Summe {\displaystyle W_{\mathrm {tot} }} aller Zustände, mit {\displaystyle n} Quanten die über die {\displaystyle s} Oszillatoren sich verteilen, berechnet.
{\displaystyle p={\frac {W_{\mathrm {krit} }}{W_{\mathrm {tot} }}}=\left({\frac {n-m+s-1)!}{(n-m)!\cdot (s-1)!}}\right)\cdot \left({\frac {(n+s-1)!}{n!\cdot (s-1)!}}\right)^{-1}={\frac {n-m+s-1)!\cdot n!}{(n-m)!\cdot (n+s-1)!}}}
Analog zum Ansatz von Rice und Ramsperger wird {\displaystyle p} mit der Frequenz der harmonischen oszillatoren multipliziert, um {\displaystyle k_{2}(E)} zu erhalten. Für den Fall, dass {\displaystyle n-m\gg s-1} wird nach Anwenden der Stirlingformel die Gleichung
{\displaystyle k_{2}(E)=\nu _{\mathrm {osc} }\cdot \left({\frac {n-m}{n}}\right)^{s-1}}
erhalten. Durch Multiplikation mit {\displaystyle h\cdot \nu _{\mathrm {osc} }} kann die klassische Form der Gleichung nach Rice und Ramsperger erhalten werden.

## Unimolekulare Geschwindigkeitskonstante
Da die RRK-Theorie auf einem Lindemann-Hinshelwood-Mechanismus basiert, wird die Verteilungsfunktion {\displaystyle f(E)} von diesem übernommen. Nach Einsetzen von {\displaystyle f(E)}  nach
{\displaystyle f(E)={\frac {1}{(s-1)!}}\left({\frac {E}{k_{\mathrm {B} }T}}\right)^{s-1}\exp \left(-{\frac {E}{k_{\mathrm {B} }T}}\right){\frac {\mathrm {d} E}{k_{\mathrm {B} }T}}}
bei einer Temperatur {\displaystyle T} und der Boltzmannkonstanten {\displaystyle k_{\mathrm {B} }}
sowie des klassischen Ergebnis für {\displaystyle k_{2}(E)} in die Gleichung für {\displaystyle k_{\mathrm {uni} }} wird die unimolekulare Geschwindigkeitskonstante in der nachfolgenden Form erhalten
{\displaystyle k_{\mathrm {uni} }=\int _{E_{0}}^{\infty }{\tfrac {\nu _{\mathrm {osc} }\cdot \left({\frac {E-E_{0}}{E}}\right)^{s-1}{\frac {1}{k_{\mathrm {B} }T\cdot (s-1)!}}\left({\frac {E}{k_{\mathrm {B} }T}}\right)^{s-1}\exp \left(-{\frac {E}{k_{\mathrm {B} }T}}\right)}{1+{\frac {\nu _{\mathrm {osc} }\cdot \left({\frac {E-E_{0}}{E}}\right)^{s-1}}{k_{-1}[\mathrm {M} ]}}}}\mathrm {d} E.}
welche in der Literatur für eine Stoßfrequenz {\displaystyle \xi } oftmals in der Form
{\displaystyle {\begin{aligned}k_{\mathrm {uni} }&={\frac {\nu _{\mathrm {osc} }\exp \left(-{\frac {E_{0}}{k_{\mathrm {B} }T}}\right)}{(s-1)!}}\int \limits _{0}^{\infty }{\frac {x^{s-1}\cdot \exp(-x)}{1+{\frac {\nu _{\mathrm {osc} }}{\xi }}\cdot \left({\frac {x}{x+{\frac {E_{0}}{k_{\mathrm {B} }T}}}}\right)^{s-1}}}\mathrm {d} x\\x&={\frac {E-E_{0}}{k_{\mathrm {B} }T}}\\\xi &=k_{-1}[\mathrm {M} ]\\\end{aligned}}}
umgeschrieben wird, eine quantenmechanische Variante existiert ebenfalls. Für den Hochdruckfall mit einer gen unendlich konvergierenden Stoßfrequenz ergeben beide Varianten eine der Arrhenius-Gleichung entsprechende Gleichung, bei dem quantenmechanischen Ansatz wird {\displaystyle n-m\gg s-1} vorausgesetzt.
{\displaystyle k_{\mathrm {uni} }=\nu _{\mathrm {osc} }\exp \left(-{\frac {E_{0}}{k_{\mathrm {B} }T}}\right)}

## Defizite
Im Gegensatz zur Lindemann-Hinshelwood-Theorie war es mit der RRK-Theorie erstmals möglich, den korrekten Verlauf der experimentellen Fall-off-Kurve mit einer relativ hohen Genauigkeit vorherzusagen. Allerdings weist sie einige Defizite auf, welche erst mit der Erweiterung durch Marcus zur RRKM-Theorie teils überwunden wurden.
Für den klassischen Ansatz nach Rice und Ramsperger liegt die bestimmte Anzahl {\displaystyle s} der Oszillatoren typischerweise unterhalb der eigentlichen Anzahl an Schwingungsmoden im Molekül. Dies wird darauf zurückgeführt, dass die Besetzung angeregter Zustände relativ zum Grundzustand überschätzt wird, dieses Problem tritt beim quantenmechanischen Ansatz nach Kassel nicht auf.
Als präexponentieller Faktor im Hochdruckfall wird die Schwingungsfrequenz {\displaystyle \nu _{\mathrm {osc} }} genommen, sodass für alle unimolekularen Reaktionen ein Faktor zwischen 1013−1014 s−1 erhalten werden würde. Dies ist für viele jedoch nicht alle Reaktionen der Fall, was durch die RRK-Theorie nicht erklärt werden kann.